# Kanton Montlouis-sur-Loire
Montlouis-sur-Loire is een kanton van het Franse departement Indre-et-Loire. Het kanton maakt deel uit van het arrondissement Tours.

## Gemeenten
Het kanton Montlouis-sur-Loire omvatte tot 2014 de volgende 4 gemeenten:
- Larçay
- Montlouis-sur-Loire (hoofdplaats)
- Véretz
- La Ville-aux-Dames

Bij de herindeling van de kantons door het decreet van 18 februari 2014, met uitwerking op 22 maart 2015, werd daar volgende  gemeente aan toegevoegd :
- Chambray-lès-Tours